# Mohamed Buya Turay
Mohamed Buya Turay (sinh ngày 10 tháng 1 năm 1995) là một cầu thủ bóng đá người Sierra Leone thi đấu cho STVV.